# Oromë
 (mars 2011).
Oromë est un personnage du légendaire de l'écrivain britannique J. R. R. Tolkien, qui apparaît particulièrement dans Le Silmarillion. C'est un Vala, compagnon de Vána. C'est un grand chasseur.

## Histoire
Oromë est un Vala, l'un des Aratar. Avec Tulkas, il est le guerrier des Valar. Grand chasseur, il apprécie particulièrement la Terre du Milieu. C'est là que, montant Nahar et muni de sa grande trompe de chasse, Valaróma, il traque les monstres de Morgoth, le dieu maléfique. Durant l'une de ses chasses, il découvre les Elfes, et les mène hors de Cuiviénen.
Lorsque les Arbres de Valinor sont détruits et les Silmarils dérobés (début du Premier Âge), c'est Oromë qui poursuit Morgoth, aidé par son ami Tulkas. Ils échouent cependant dans leur traque et Morgoth se réfugie en Terre du Milieu.
Il apparaît dans Le Seigneur des anneaux sous la forme sindarine « Araw ». Son cheval Nahar est réputé être à l'origine des Mearas, la grande race de chevaux dont descend Gripoil, le cheval de Gandalf durant la Guerre de l'Anneau.

## Généalogie
Bien que les Ainur ne possèdent pas de véritables relations de filiation entre eux, Oromë est couramment considéré comme le frère de Nessa, Valië de la danse et de la course,. Yavanna Kementári (Palúrien) passe quelquefois pour sa mère avant même qu'elle ne devint l'épouse du Vala Aulë :

« et Oromë fut la progéniture de Yavanna, qui est nommée plus loin, mais non comme les Enfants des Dieux nés en ce monde, car il vint de sa pensée avant le façonnement du monde »

Mais il ne faut évidemment pas entendre par là une parenté physiologique : Yavanna ne peut définitivement pas être la mère biologique d'Oromë ; car les Ainur restent des êtres purement spirituels, immatériels donc incapables d'enfanter. Tous deux partageaient en effet un certain amour pour la Terre du Milieu, même après qu'elle fut délaissée par les autres Ainur.
Oromë avait pour compagne Vána la Toujours-jeune, la sœur de Yavanna.

## Noms et étymologie
Il est nommé Oromë en quenya, ce qui signifie « joueur de trompe », de la racine orom-signifiant « grand bruit » ou « sonnerie de cor ».
Son équivalent sindarin est Araw (ou Arum dans le dialecte sindarin du Nord), de même sens ; mais il reste moins employé.
D'autres de ses noms sont encore : le quenya Aldaron et l'équivalent noldorin Galaðon, tous deux construits sur la racine galad- « arbre ».
Le nom (Aran) Tauron, « le (roi) forestier » est plus tard utilisé en sindarin, en préférence à Araw. Le sindarin Tauros, littéralement « Forêt d'Effroi » était, chez les Sindar, un surnom « usuel » d'Oromë.
Le nom Raustar est utilisé pour désigner Oromë uniquement dans le Livre des Contes perdus (I et II). Il serait en rapport avec la racine rava « chasser ».

## Création et évolution
Le nom final Oromë résulte en fait d'une évolution : on trouve au départ la forme Ormain, auquel se substitue un court temps Ormaid. C'est finalement Oromë qui est retenu.
En gnomique (langue primitive qui donnera plus tard le sindarin) on trouvait la forme Orma.
Une autre étymologie possible pour ce nom est présentée dans le Parma Eldalamberon no 17 : le nom Oromë y est listé sous la racine GAL-.
Le Livre des contes perdus indique l'existence de deux racines distinctes ORO- (« apparemment à cause de la nature de la consonne »), l'une propre à Oromë, l'autre ayant pour sens « escarpé ». Tolkien hésita pourtant, précisant que « Oromë devrait peut-être être placé sous l'autre racine », c'est-à-dire ORO- « escarpé ».
À l'intérieur de la fiction, ces termes elfiques proviendraient du théonyme valarin Arǭmêz, le nom original de ce Vala. On aurait alors eu l'évolution suivante : Arǭmêz [valarin] conduit au quenya Arome, puis Orome (Oromë). La formation du terme sindarin Araw ne pose pas plus de problèmes ; on aurait certainement Arǭmêz [valarin] > Araum > Araw.
Mais dans l'hypothèse d'une parenté avec la racine GAL-, on citera la dite entrée :

« Orǭmê > Oromë [La forme sindarine Araw n'est pas entièrement régulière : Orǭmê > Oraúmh > Araúv > Araw. Le rohan Béma est bien sûr dérivé de l'anglo-saxon béme “une trompette”, √ROM = bruit de cor.] »

— Parma Eldalamberon
Le terme Tauros se substitue à un terme précédent : Tavros, qui apparaît dans Les Lais du Beleriand.
Citons enfin l'entrée concernant Oromë dans l'appendice 1 de la Quenta dans La Formation de la Terre du Milieu ; cette section associe à la plupart des noms de Valar un équivalent en anglo-saxon :

« Les principaux dieux sont les Fréan. ós (ése)
[Du vieil anglais fréa "souverain, seigneur" ; ós "dieu" (dans les noms propres, tel Oswald), avec voyelle mutée au pluriel.]
Oromë a noms Wáðfréa et Huntena fréa [Du vieil anglais wáð "chassant" ; "Seigneur de la Chasse et Seigneur des Chasseurs". Dans la Quenta en vieil anglais, il se nomme Wealdafréa "Seigneur des Forêts", qui traduit Tauros.] »

Les Rohirrim désignaient, dans leur langue, le Vala Oromë par le nom Béma, qui est probablement à rapprocher de l'anglo-saxon béme « trompette ». Mais un rapprochement avec la racine elfique ROM- est à envisager.

## Adaptations
Oromë a inspiré les dessinateurs, comme Anke Katrin Eissmann.